# Captain Everything!
Captain Everything! est un groupe de punk rock britannique, originaire de Watford, en Angleterre.

## Biographie
Le groupe est formé au cours de l'année 1998 à Watford, en Angleterre. Ils jouent un type de pop-punk rapide, surnommé « bubblegum thrash ». Ils tourneront en Russie, au Canada et au Japon.
Depuis ses débuts, le groupe entame souvent des tournées dans toute l'Angleterre, avec des groupes comme The Vandals, Capdown ou NoComply. Cependant, malgré quatre albums studio à leur actif, le succès du groupe reste plutôt discret au-delà des frontières de l'Angleterre. En 2001, isl effectuent et publient un split, Make the Love Connection, avec le groupe Route 215. En 2004, le groupe enregistre un DVD live avec deux autres groupes de punk rock, Divit et Belvedere.

## Membres
- Jon Whitehouse - basse, chant (1998–2007, 2010-2011)
- Lewis Froy (Lew) - guitare, chant (1998–2007, 2010-2011)
- Blake Davies - batterie (2005-2007)

### Anciens membres
- Rich - batterie (1998-2005)

## Discographie
- 1998 : Music By Idiots
- 2000 : Learning to Play with... (réédité en 2002)
- 2001 : Make the Love Connection (split avec Route 215)
- 2003 : It's Not Rocket Science
- 2004 : Live at the Camden Underworld (DVD)
- 2006 : Buena Vista Bingo Club